# استئصال الصنوبرية
استئصال الغدة الصنوبرية هو إجراء جراحي يتم فيه إزالة الغدة الصنوبرية. يتم تنفيذه فقط في حالات نادرة، حيث يصبح ورم الخلايا الصنوبرية أو كيس الغدة الصنوبرية مهددًا للحياة.[بحاجة لمصدر]